# Pachacutec
Pachacutec, Pachacuti, Pachakutiq (kecz. Ten który zmienia świat, zm. w 1471 r.) – dziewiąty król Inków (Sapa Inka) od 1438 do 1471 roku, jeden z największych i najbardziej zasłużonych władców inkaskiego państwa, uznawany za twórcę jego imperialnej potęgi.
Urodzony jako Cusi Yupanqui, do władzy doszedł ponoć, gdy jego ojciec Viracocha i jego prawowity następca opuścili Cuzco zaatakowane przez wrogie plemię Chanca. Po obronieniu stolicy i przejęciu władzy przyjął imię Pachacútec Inka Yupanqui co tłumaczy się na Reformator Świata lub Zbawca Ziemi. Jako władca królestwa i wódz naczelny inkaskiej armii rozpoczął erę podboju obszarów między Limą i Jeziorem Titicaca, która w ciągu trzech pokoleń rozszerzyła państwo Inków z obszaru doliny Cuzco na znaczną część Andów, od dzisiejszego Ekwadoru po środkowe Chile. Jego żołnierze używali proc wykonanych z kamieni połączonych sznurkami, drewnianych dzid, mieczy i buzdyganów. W 1450 roku odbił krainę wokół jeziora Titicaca, a w 1463 roku rozpoczął wojnę przeciw tamtejszym plemionom Lupaca i Colla z grupy Ajmarów. W tymże roku przekazał dowodzenie wojskiem swemu synowi Topie (Tupac Yupanqui).
Za jego czasów państwo Inków zaczęło rywalizować z królestwem Chimú, by ostatecznie podporządkować je sobie. Zreformował stworzone przez siebie imperium Tahuantinsuyo (lub Tawantinsuyu, czyli „Cztery zjednoczone prowincje”), powołując czterech gubernatorów (apo) zarządzających poszczególnymi prowincjami (suyu). Dla zrównoważenia władzy oddzielił też dowództwo armii od kasty kapłanów. Przebudował znaczną część Cuzco, tworząc z miasta prawdziwą stolicę imperium, z dzielnicami dla szlachty i imigrantów z poszczególnych prowincji otaczającymi położone centralnie pałace władcy i jego świty. Na czasy jego panowania datuje się powstanie miasta Machu Picchu. Prawdopodobnie dziewiąty władca królestwa Inków przekazał władzę swojemu synowi o imieniu Tupac Yupanqui.